# - (album)
− (stilizzazione di Subtract) è l'ottavo album in studio del cantautore britannico Ed Sheeran, pubblicato il 5 maggio 2023 dalla Asylum Records e dalla Atlantic Records.

## Accoglienza
| Recensione           | Giudizio |
| -------------------- | -------- |
| AllMusic             |          |
| Clash                |          |
| NME                  |          |
| Pitchfork            |          |
| The Daily Telegraph  |          |
| The Guardian         |          |
| The Independent      |          |
| The Line of Best Fit |          |
| The Observer         |          |

− ha ottenuto recensioni generalmente positive da parte della critica specializzata. Su Metacritic, sito che assegna un punteggio normalizzato su 100 in base a critiche selezionate,  l'album ha ottenuto un punteggio medio di 65 basato su quattordici recensioni.

## Tracce
1. Boat – 3:05 (Ed Sheeran, Aaron Dessner)
2. Salt Water – 3:59 (Ed Sheeran, Aaron Dessner)
3. Eyes Closed – 3:14 (Ed Sheeran, Max Martin, Shellback, Fred Gibson)
4. Life Goes On – 3:30 (Ed Sheeran)
5. Dusty – 3:42 (Ed Sheeran, Aaron Dessner)
6. End of Youth – 3:51 (Ed Sheeran)
7. Colourblind – 3:29 (Ed Sheeran)
8. Curtains – 3:44 (Ed Sheeran, Aaron Dessner)
9. Borderline – 3:57 (Ed Sheeran, Aaron Dessner)
10. Spark – 3:34 (Ed Sheeran, Aaron Dessner)
11. Vega – 2:58 (Ed Sheeran, Aaron Dessner)
12. Sycamore – 2:50 (Ed Sheeran, Aaron Dessner)
13. No Strings – 2:54 (Ed Sheeran, Aaron Dessner)
14. The Hills of Aberfeldy – 3:15 (Ed Sheeran, Foy Vance)

Tracce bonus nell'edizione deluxe
1. Wildflowers – 2:58 (Ed Sheeran)
2. Stoned – 3:17 (Ed Sheeran, Aaron Dessner)
3. Toughest – 3:33 (Ed Sheeran)
4. Moving – 3:35 (Ed Sheeran, Aaron Dessner)

Tracce bonus nell'edizione deluxe giapponese
1. F64 – 3:25 (testo: Ed Sheeran, Fred Gibson, David Omoregie, Jonathan Awote-Mensah, Daniel Benson, Vata Sonzi – musica: Fred Again)

Tracce bonus nell'edizione LP deluxe
- Lato C

1. Wildflowers
2. Balance
3. Stoned
4. Fear

- Lato D

1. Get Over It
2. Toughest
3. Ours
4. Moving

- Flexi-disc

1. Boat (Reprise)

## Successo commerciale
Nel Regno Unito, - ha esordito alla prima posizione della Official Albums Chart con 76000 unità, diventando il sesto album del cantante a raggiungere la vetta della classifica. A livello commerciale, negli Stati Uniti d'America la rivista Billboard ha dichiarato che - ha venduto 112000 di unità nelle prima settimana, composte da 38,43 milioni di streaming e 81000 copie fisiche, debuttando alla seconda posizione della Billboard 200.

## Classifiche

### Classifiche settimanali
| Classifica (2023) | Posizione massima |
| ----------------- | ----------------- |
| Australia         | 1                 |
| Austria           | 1                 |
| Belgio (Fiandre)  | 1                 |
| Belgio (Vallonia) | 1                 |
| Canada            | 2                 |
| Croazia           | 1                 |
| Danimarca         | 2                 |
| Finlandia         | 5                 |
| Germania          | 1                 |
| Giappone          | 8                 |
| Irlanda           | 1                 |
| Islanda           | 6                 |
| Italia            | 2                 |
| Lituania          | 26                |
| Norvegia          | 2                 |
| Nuova Zelanda     | 1                 |
| Paesi Bassi       | 1                 |
| Polonia           | 1                 |
| Portogallo        | 2                 |
| Regno Unito       | 1                 |
| Repubblica Ceca   | 9                 |
| Slovacchia        | 5                 |
| Spagna            | 4                 |
| Stati Uniti       | 2                 |
| Svezia            | 1                 |
| Svizzera          | 1                 |
| Ungheria          | 16                |

### Classifiche di fine anno
| Classifica (2023) | Posizione |
| ----------------- | --------- |
| Australia         | 28        |
| Austria           | 52        |
| Belgio (Fiandre)  | 42        |
| Belgio (Vallonia) | 100       |
| Danimarca         | 85        |
| Francia           | 75        |
| Germania          | 18        |
| Paesi Bassi       | 25        |
| Portogallo        | 96        |
| Regno Unito       | 23        |
| Stati Uniti       | 169       |
| Svizzera          | 4         |